# Psiloderces enigmatus
Psiloderces enigmatus là một loài nhện trong họ Ochyroceratidae. Loài này phân bố ở Borneo.